# Cestrum salicifolium
Cestrum salicifolium är en potatisväxtart som beskrevs av Nikolaus Joseph von Jacquin. Cestrum salicifolium ingår i släktet Cestrum och familjen potatisväxter. Inga underarter finns listade i Catalogue of Life.